# Церковь Святой Марии Магдалины (Худжанд)
Церковь Святой Марии Магдалины — храм Душанбинской и Таджикистанской епархии Русской православной церкви в городе Худжанд в Таджикистане.

## История
В мае 1866 года Ходжент вошёл в состав Российской империи и на берегу Сырдарьи началось обустройство русского городка. В августе того же года начались богослужения в палатке с переносным престолом во имя святой равноапостольной Марии Магдалины. Через год палатка пришла в негодность и местный священник обратился за помощью к сыну московского купца Хлудова. Для нового храма было выделено место у северо-восточного угла Ходжентской крепости. Хлудов помог строительству лесами, а кирпич и рабочих выделил комендант Ходжента. Храм представлял собой временной строение из сырцового кирпича и простоял только до 1871 года, когда разрушился из-за грунтовых вод и разливов Сырдарьи.
В начале 1872 года был образован комитет по строительству нового храма во главе с уездным начальником бароном Нольде. Большая часть средств была выделена из казны, а другую часть собрали за счёт добровольных пожертвований. Проект храма разработал архитектор Шторм. Строительство начало в 1873 году. 12 сентября 1877 года храм освятили. Здание было построено из жжёного кирпича, стены были оштукатурены и выбелены, каркасный купол был покрыт железом, окрашенный в зелёный цвет. Колокольни не было, поэтому колокола, отлитые из старых бухарских пушек, были установлены на деревянной перекладине возле входа.
Церковь действовала до 1920-х годов. Затем в здании размещались радиоузел и почта. В начале 1960-х его снесли. Община же церкви в 1940-х годах приобрела дом у семьи Ворожейкиных, где начались богослужения. В 1960-х годах Н. Логинова передала свой дом церкви, за счёт чего храм был расширен. Здание перестраивалось и расширялось до середины 1980-х.
В ночь с 16 на 17 января 2005 года храм сгорел из-за замыкания электропроводки. В пожаре погибли монахини, проживавшие в постройках возле храма. Тогда же было обустроено временное помещение для богослужений в уцелевшей крестильной комнате. Для постройки нового храма местные власти выделили полгектара земли рядом с православным кладбищем, а российское консульство провело конкурс проектов, на котором победила работа Виктора Ивановича Канаева. В октябре 2008 года по инициативе Юрия Лужкова храм получил из Москвы церковную утварь и элементы убранства.
По причине нехватки средств от проекта решили отказаться, а храм восстановили на прежнем месте в 2010 году. В апреле 2012 года настоятелем церкви назначен иеромонах Мардарий (Тарасов). 25 октября 2017 года храм был освящён митрополитом Ташкентским и Узбекистанским Викентием и епископом Душанбинским и Таджикистанским Питиримом.